# 폴 벤자민
폴 벤자민(Paul Benjamin, 1938년 2월 4일 ~ 2019년 6월 28일)은 미국의 텔레비전 배우, 영화배우이다.
로스앤젤레스에서 사망하였다.

## 영화
- 백 인 더 데이 (2005년)
- 스테이션 에이전트 (2003년) - 헨리 스타일스 역
- 배니싱 포인트 (1997년)
- 로즈우드 (1997년)
- 후드럼 (1997년)
- 지하 조직 (1994년) - 웰링튼 코스비 역
- 반항의 장벽 (1994년)
- ER (1994년)
- 비정의 샌프란시스코 (1992년) - 헨리 브라운 역
- 더 파이브 하트비트 (1991년)
- 더티 맨 (1991년)
- 핑크 캐딜락 (1989년)
- 똑바로 살아라 (1989년)
- 누군가 노리고 있다 (1987년)
- 최후의 판결 (1987년)
- 나이트 히트 (1985년)
- 낫츠 랜딩 (1979년)
- 알카트라즈 탈출 (1979년)
- 소니 카슨의 교육 (1974년)
- 비련의 110번가 (1972년)
- 인생의 승리 (1971년)
- 도청 작전 (1971년)
- 미드나잇 카우보이 (1969년)